# Pariah (Steven Wilson)
Pariah è un singolo del cantautore britannico Steven Wilson, pubblicato il 9 maggio 2017 come primo estratto dal quinto album in studio To the Bone.

## Descrizione
Interamente composta da Wilson, il brano ha visto la partecipazione vocale della cantante israeliana Ninet Tayeb. Una prima anticipazione del brano era stata pubblicata il 5 gennaio 2017 attraverso il sito ufficiale di Wilson.
Una versione demo del brano, interamente cantata da Wilson e di durata maggiore rispetto alla versione definitiva, è stata inclusa nel secondo disco dell'edizione deluxe dell'album.

## Video musicale
Il video, diretto da Lasse Hoile, è stato reso disponibile il 18 maggio 2017 attraverso il canale YouTube di Wilson e mostra i primi piani di quest'ultimo e di Ninet Tayeb mentre cantano il brano.

## Tracce
Download digitale
1. Pariah – 4:46

CD promozionale (Regno Unito)
1. Pariah (Radio Edit) – 3:34
2. Pariah (Album Version) – 4:45
3. Pariah (Instrumental) – 4:43

## Formazione
Musicisti
- Steven Wilson – voce, chitarra, basso, tastiera, programmazione
- Ninet Tayeb – voce
- Adam Holzman – pianoforte
- Craig Blundell – batteria

Produzione
- Steven Wilson – produzione, missaggio
- Paul Stacey – coproduzione, ingegneria del suono
- Steve Price – ingegneria del suono
- Keith Prior – assistenza tecnica
- Tim Young – mastering
- Lasse Hoile – fotografia